# França nos Jogos Olímpicos de Verão de 1968
A França participou dos Jogos Olímpicos de Verão de 1968 na Cidade do México, no México.